# Ronen Bar

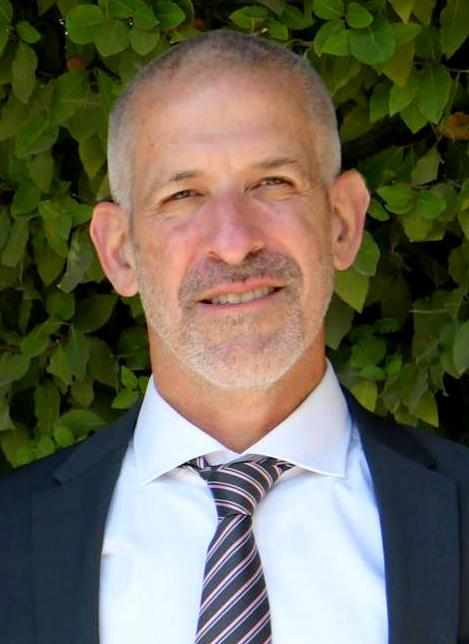
Ronen Bar (2021)

Ronen Bar (hebräisch רונן בר; * 1965) ist ein israelischer Geheimdienstler. Von Oktober 2021 bis Juni 2025 war er Leiter des israelischen Inlandsgeheimdienstes Schin Bet.

## Karriere
Bar diente in der Eliteeinheit Sajeret Matkal der Israelischen Streitkräfte und trat 1993 als Außendienstagent in die Reihen des Schin Bet ein. 2011 wurde er zum Leiter der Operationsabteilung sowie 2016 zum Leiter der Abteilung für Ressourcenentwicklung ernannt und übernahm 2018 die stellvertretende Leitung des Schin Bet. Premierminister Naftali Bennett, der ebenfalls bei Sajeret Matkal diente, ernannte Bar im September 2021 zum designierten Direktor des Inlandsgeheimdienstes und Bar wurde in dieser Funktion am 11. Oktober 2021 durch das Kabinett bestätigt, nachdem das Goldberg-Komitee für Ernennungen im öffentlichen Dienst keine Einwände vorbrachte bzw. die Rechtmäßigkeit der Ernennung bestätigt hatte. Bar trat damit die Nachfolge von Nadav Argaman an, dessen Amtszeit bis Oktober 2021 verlängert worden war, um mehr Zeit für die Suche nach einem geeigneten Nachfolger zu erhalten. Noch im selben Monat berief er vier Frauen in die oberste Führungsriege des Geheimdienstes und übertrug ihnen jeweils die Leitung der Rechnungsprüfung, der Ausbildungsabteilung, der Finanzabteilung und der Ermittlungsabteilung.
Am 14. November 2021 traf er im Rahmen seiner ersten Auslandsreise, als Teil einer israelischen Delegation, in der ägyptischen Hauptstadt Kairo ein und traf dort unter anderem seinen ägyptischen Amtskollegen Abbas Kamel. Ziel des Treffens war es, die Lage im Gazastreifen und die Fortsetzung eines möglichen umfassenden und langfristigen Waffenstillstandsprozesses mit der Terrorgruppe Hamas zu erörtern. Aus selbem Grund, sowie Fragen der Sicherheitskoordination im Westjordanland, traf er im selben Monat auch den Präsidenten der Palästinensischen Autonomiebehörde, Mahmud Abbas. Im März 2022 hielt er sich zu mehrtägigen Gesprächen über „verschiedene Sicherheitsherausforderungen“ mit FBI-Direktor Christopher A. Wray in Washington, D.C. auf.
Der am 1. Juli 2022 zum Ministerpräsidenten ernannte Jair Lapid traf an seinem ersten Tag im Amt im Zuge seines ersten Tagesordnungspunktes Ronen Bar im Militärhauptquartier Kirya in Tel Aviv zu einer umfassenden Verteidigungs- und Geheimdienstbesprechung. Lapid teilte im September 2022 im Hauptquartier des Schin Bet im Norden Tel Avivs mit, dass der Geheimdienst innerhalb eines Jahres hunderte Terroranschläge vereitelt habe, unter anderem mit der Operation Breakwater, die zur Festnahme von mehr als 1500 Verdächtigen im Westjordanland geführt habe. Bar selbst gab im selben Monat vor der Reichman University in Herzlia bekannt, dass der Schin Bet im laufenden Jahr 312 bedeutende Terroranschläge vereitelt und 2110 Personen festgenommen habe. Gleichzeitig verwies Bar auf einen massiven Anstieg der Schusswaffenangriffe auf Truppen und Zivilisten im Westjordanland, bisher 130 in diesem Jahr, verglichen mit nur 19 im ganzen Jahr 2020. Um die Spannungen abzubauen, müssten die Sicherheitsdienste der Palästinensischen Autonomiebehörde gestärkt werden. Bar wies auch darauf hin, dass Israels politischer Mangel an Stabilität in den letzten Jahren und die zunehmende innere Unruhe Terrorgruppen und Einzelpersonen ermutigt hätten, Anschläge zu verüben.
Weitere Herausforderungen seiner folgenden Amtszeit waren unter anderem die Welle der Gewaltkriminalität in der arabischen Gemeinschaft (102 Tote von Januar bis Juni 2023 und damit eine nahezu Verdreifachung zum Vorjahreszeitraum), die ab Januar 2023 beginnenden Proteste gegen die geplante Justizreform von Ministerpräsident Benjamin Netanjahu sowie Zusammenstöße zwischen Siedlern und Palästinensern mit über 100 Vorfällen von Siedlergewalt gegen Palästinenser in mindestens 62 Städten und Gemeinden alleine im Oktober 2023. Zudem übernahm er die Koordinierung der Sicherheitsvorkehrungen für den Auftritt der israelischen Teilnehmerin Eden Golan beim Eurovision Song Contest 2024, wobei er auch persönlich in den schwedischen Veranstaltungsort Malmö reiste.
Im Vorfeld des am 7. Oktober 2023 beginnenden Terrorangriffs der Hamas auf Israel soll Ronen Bar laut israelischer Nachrichtenwebsite Ynet und dem Fernsehsender Channel 12 am 23. Juli 2023 Ministerpräsident Netanjahu vor einem Krieg gewarnt haben, ohne jedoch Tag, Uhrzeit oder die Hamas als Angreifer zu nennen. Begründet wurde dies mit der internen Spaltung Israels aufgrund von Massendemonstrationen gegen die Regierung im Zuge der geplanten Justizreform und der Ankündigung von IDF-Reservisten, aus Protest ihren freiwilligen Dienst einzustellen, während andere drohten, ihren Pflichtdienst in der Reserve auszusetzen. Bar soll mitgeteilt haben, dass Israels Feinde beobachteten, was im Innern Israels inmitten der „Spaltung“ vor sich ginge, und „Schwächen“ erkennen würden. Das Büro des Premierministers wies den Bericht zurück und erklärte, Netanjahu habe keine Warnung vor einem Angriff aus dem Gazastreifen erhalten. Vielmehr sei ein Angriff von der Hisbollah im Norden Israels oder aus dem Westjordanland erwartet worden. Bar übernahm öffentlich die Verantwortung für das Geheimdienstversagen, das den Hamas-Anschlag ermöglichte, und forderte diesbezüglich am 25. Januar 2024 während einer Sitzung des Sicherheitskabinetts die Einrichtung einer staatlichen Untersuchungskommission, um den Angriff der Hamas und die Versäumnisse Israels zu untersuchen, die ihn ermöglichten. Zudem ist Bar direkt an den Verhandlungen zur Freilassung der israelischen Geiseln aus der Gefangenschaft der Hamas beteiligt.
Am 21. März 2025 gab das Büro von Benjamin Netanjahu bekannt, dass dessen Kabinett der Entlassung Bars zugestimmt habe. Demnach werde dieser sein Amt zum 10. April niederlegen, sofern bis dahin kein Nachfolger benannt worden ist. Am selben Tag stoppte der Oberste Gerichtshof die Entlassung; man werde spätestens am 8. April endgültig entscheiden. Im Land kam es zu Massenprotesten gegen die Abberufung Bars. Kritiker werfen der Regierung politische Gründe vor. Der Inlandsgeheimdienst ermittelt auch gegen Vertraute Netanjahus; es geht dabei um angebliche Geldzahlungen, die diese vom Emirat Katar erhalten haben sollen, um das Image des Golfstaats in Israel zu verbessern. Zudem wurde in einer Untersuchung des Inlandsgeheimdienstes über Fehler im Zusammenhang mit dem Hamas-Massaker berichtet und dabei auch Netanjahu selbst kritisiert.
Am 29. April 2025 kündigte Bar an, wegen der Versäumnisse seiner Behörde während des Hamas-Massakers am 7. Oktober 2023 seinen Posten beim Schin Bet zum 15. Juni räumen zu wollen. Nach dieser Rücktrittsankündigung entschied Israels Regierung, ihren Entlassungsbeschluss zurückzunehmen. Die Nachrichtenseite Ynet schrieb, die Regierung versuche mit der Rücknahme des Entlassungsbeschlusses eine Untersuchung des Obersten Gerichts über Netanjahus Verhalten zu verhindern, das von einem Interessenskonflikt bestimmt sein könnte.

## Sonstiges
Bar ist Vater von drei Kindern und wohnt in einem Vorort von Tel Aviv-Jaffa. Er verfügt über einen in Tel Aviv erworbenen Bachelor-Abschluss in Politik und Philosophie sowie einen in Harvard erlangten Master-Grad in Management.